# Flectonotus ohausi
Flectonotus ohausi és una espècie de granota que viu al Brasil. Habita els boscos tropicals o subtropicales secs i a baixa altitud, els boscos montans tropicals o subtropicals secs, plantacions, jardins rurals i zones prèviament boscoses ara molt degradades.